# Земская почта Вятского уезда
Зе́мская по́чта Вя́тского уе́зда — земская почта, организованная земской управой Вятского уезда Вятской губернии. Существовала с 1867 года по 1912 год. В уезде выпускались собственные земские марки.

## История почты
Вятская уездная земская почта была открыта в 1867 году. Почтовые отправления доставлялись из уездного центра (города Вятки, ныне Киров) по двум маршрутам дважды в неделю. Почтовые отправления пересылались бесплатно. 
С 01 февраля 1898 года пересылка частных почтовых отправлений стала платной, в связи с чем были выпущены земские почтовые марки.  
Земская почта Вятского уезда была закрыта в конце 1912 года.

## Выпуски марок
Введённые в 1898 году земские почтовые марки имели номинал 2 копейки и форму ромба. На рисунке марок изображён герб Вятской губернии. Марки первого выпуска печатались в частной типографии.
Земские почтовые марки Вятского уезда второго выпуска печатались в 1905 году в ЭЗГБ.

## Гашение марок
Гашение марок осуществлялось штемпелем ромбической формы с надписью «Вят. у. з. почта».